# Alles in huis
Alles in huis was een Vlaams realityprogramma op de commerciële zender VTM.
Het programma ging van start op 14 september 2011 en stond iedere woensdagavond rond 21.30 uur geprogrammeerd. Het was qua opzet vergelijkbaar met Komen Eten op VIER, maar had minder succes. Na afloop van het eerste seizoen werd daarom besloten het niet meer op het scherm te brengen.